# Longjing Shuiku
Longjing Shuiku är en reservoar i Kina. Den ligger i provinsen Guangdong, i den södra delen av landet, omkring 290 kilometer öster om provinshuvudstaden Guangzhou. Longjing Shuiku ligger 162 meter över havet. I omgivningarna runt Longjing Shuiku växer huvudsakligen savannskog.
Genomsnittlig årsnederbörd är 1 903 millimeter. Den regnigaste månaden är maj, med i genomsnitt 402 mm nederbörd, och den torraste är oktober, med 15 mm nederbörd.